# Miquel de Sínnada
Miquel de Sínnada o el Confessor (Àsia Menor, segle viii - Sínnada, Frígia, 826) (Μιχαήλ) va ser bisbe de Sínnada a Frígia. És venerat com a sant per diverses confessions cristianes.

## Biografia
De jove va voler fer vida religiosa i Tarasi, patriarca de Constantinoble, el va enviar a un monestir de la costa de la mar Negra, on era company del també futur bisbe Teofilacte de Nicomèdia. Els dos van destacar pel rigor de la disciplina i la seva virtut, i se'ls atribuïa un miracle que va posar fi a una greu sequera, ja que segons la llegenda, la pluja només va arribar mercès a les seves pregàries.
Tarasi va designar Miquel, per la seva virtut, bisbe de Sínnada cap a l'any 784. Va afavorir la concòrdia entre les esglésies grega i llatina i va dur a terme missions diplomàtiques en nom de l'emperador de romà d'Orient i del patriarca Tarasi, com la que el va fer anar a Bagdad per negociar la pau amb el califa Harun ar-Raixid. Va participar en el Segon Concili de Nicea, en 787. Durant el període de la iconoclàstia Lleó V l'Armeni el va desterrar a Eudokiada, a causa de la seva postura ortodoxa. Va tornar a Sínnada a la mort de l'emperador, l'any 820. Altres fonts diuen que va morir a l'exili cap al 818.
Va escriure Expositio Maximorum Miraculorum SS. Archangelorun referenciada per Lleó Al·laci a De Symeonibus.

## Veneració
Venerat per catòlics i ortodoxos, la seva festivitat és el 23 de maig; a Geòrgia, se celebra el 5 de juny. Se'n conserva el crani al monestir de la Gran Laura de Sant Atanasi del Mont Atos, i altres relíquies al monestir dels Ibers, també a l'Atos.